# Армстронг, Нил (хоккейный судья)
Нил Армстронг (англ. Neil Armstrong; 29 декабря 1932, Камлахи, Онтарио — 6 декабря 2020) — канадский хоккейный линейный судья, проведший 21 сезон в Национальной хоккейной лиге. Член Зала хоккейной славы с 1991 года.

## Биография
Нил Армстронг родился в 1932 году в Камлахи (Онтарио, ныне часть города Плимптон-Вайоминг) и в 8 лет переехал с семьёй в Галт в той же провинции (ныне в составе города Кеймбридж). Играл в молодёжных хоккейных лигах, мечтая стать игроком НХЛ, однако достаточно рано убедился, что не обладает достаточными способностями. Поэтому, когда Армстронгу предложили поработать судьёй в той же лиге, в которой он играл сам, юноша принял это предложение. По собственным воспоминаниям, в это время он получал 0,5 доллара за матч.
Получив судейскую лицензию, за сезон 1957/58 провёл около 100 матчей Хоккейной ассоциации Онтарио как главный или линейный судья, в том числе в рамках Мемориального кубка 1958 года. С ноября 1957 года, в 24 года, начал также работать линейным судьёй в НХЛ. Дебют состоялся в матче между «Торонто Мейпл Лифс» и «Бостон Брюинз». За сезон 1957/58 Армстронг провёл 12 матчей в Торонто, Детройте и Чикаго, а начиная со следующего сезона уже судил игры НХЛ на постоянной основе.
В начале судейской карьеры Армстронга в лиге играли только 6 команд и насчитывались лишь 8 линейных судей, что означало полную занятость для каждого из них. Кроме того, Армстронг, отличавшийся высокой надёжностью и получивший прозвище «Железный человек» (англ. Ironman), не делал перерывов в работе и судил особенно много игр. Единственный длительный перерыв в работе был связан с травмой, полученной в 1971 году, когда игрок «Филадельфия Флайерз» Гэри Дорнхёфер, неудачно упал на лайнсмена, прижав того к бортику и сломав ему руку клюшкой. После этого случая Армстронгу пришлось носить гипс три месяца.
16 октября 1973 года Армстронг, судивший свой 1314-й матч в НХЛ, побил рекорд лиги среди судей по количеству проведённых игр, до этого принадлежавший Джорджу Хейзу. Он продолжал судить матчи НХЛ до 1978 года, в общей сложности проведя в лиге 21 сезон. За это время он отсудил 1744 игры регулярного сезона и 208 матчей плей-офф Кубка Стэнли, в том числе 48 игр в 18 подряд финалах Кубка Стэнли с 1959 по 1977 год, а также 10 матчей всех звёзд НХЛ.
По завершении судейской карьеры Армстронг в 1980 стал скаутом клуба НХЛ «Монреаль Канадиенс». В перерывах между сезонами он также работал профессиональным тренером по гольфу в Клубе гольфа и кёрлинга в Сарнии. Эту работу он продолжал и после завершения карьеры в хоккее.
В 1991 году имя Нила Армстронга было внесено в списки Зала хоккейной славы. Последние годы жизни Армстронг, страдавший от болезни Паркинсона и деменции, провёл в доме престарелых в Сарнии. Туда его сын Даг, генеральный менеджер клуба НХЛ «Сент-Луис Блюз», привозил Кубок Стэнли в 2019 году, после победы его команды в семи матчах над «Бостон Брюинз». Нил Армстронг умер в декабре 2020 года в возрасте 87 лет, пережив свою жену Маргарет, брак с которой продолжался 53 года. Он оставил после себя дочь Лезли, сына Дага и шестерых внуков.